# Leo Ryan
Pour les articles homonymes, voir Ryan.
Leo Joseph Ryan Jr. est un homme politique américain né le 5 mai 1925 à Lincoln (Nebraska) et mort le 18 novembre 1978 à Port Kaituma (Guyana).
Ce représentant de la Californie au Congrès, membre du Parti démocrate, est allé enquêter au Guyana sur le Temple du Peuple dirigé par le révérend Jim Jones et a été assassiné par des membres de la secte à Jonestown près de Port Kaituma, peu avant le suicide collectif d'environ 910 fidèles sectaires.

## Biographie

### Circonstances du crime
Malgré quelques difficultés initiales pour obtenir le droit de visiter Jonestown, présentée comme un paradis par Jim Jones et ses hommes de main, l'enquête du député Ryan avait pourtant bien débuté : soigneusement « briefés » avant celle-ci, encadrée par les gardes à la solde du gourou, les adeptes de la secte donnaient le change. Ryan s'apprêtait à repartir avec des nouvelles rassurantes, lorsque plusieurs membres de la secte lui ont demandé de les aider à quitter la jungle guyanienne. 
Les candidats au départ se firent de plus en plus nombreux, et Ryan accepta de les aider : il resta même en arrière pour rassurer Jones, déjà paranoïaque et de plus en plus angoissé à l'idée de ce que ces fugitifs allaient pouvoir révéler.
Une première tentative d'assassinat, au couteau, le décida cependant à rallier rapidement le terrain d'aviation où l'attendaient deux avions de tourisme, pleins à craquer de candidats au départ. Parmi ceux-ci, un séide de Jones avait pris place : c'est peut-être ce dernier, ou bien ses collègues arrivés en renfort, qui abattirent Ryan et plusieurs journalistes, le jour même où Jones força tous ceux qui étaient restés à se suicider.
Dans le livre The Jonestown carnage, publié en 1987, les chercheurs soviétiques Alinin, Antonov et Itskov avancent l'hypothèse d'un assassinat orchestré par la CIA. Leo Ryan, proche de l'aile gauche du Parti démocrate, étant connu pour ses critiques de l'agence et ses tentatives d'en réduire les prérogatives[réf. nécessaire].